# Боти, Полин
По́лин Бо́ти (англ. Pauline Boty [ˈpɔːˌliːn ˈbəʊti]; 6 марта 1938 — 1 июля 1966) — основательница британского поп-арт-движения и единственная женщина-художница от него. Картины и коллажи Боти часто демонстрировали радость в уверенной в себе женственности и женской сексуальности, а также выражали открытую или скрытую критику «мужского мира», в котором она жила. Её мятежное искусство, в сочетании со свободолюбивым образом жизни, сделали Боти вестницей феминизма 1970-х годов.

## Жизнь и работы

### Ранняя жизнь и образование
Полин Вероника Боти родилась в пригороде южного Лондона в 1938 году в католической семье среднего класса. Была младшей в семье и имела трёх старших братьев, а её суровый отец жёстко держал Полин в осознании своего положения как девочки. В 1954 году получила стипендию в Уимблдонской школе изобразительных искусств, которую посещала, несмотря на неодобрение отца. Мать же наоборот поддерживала Боти и сочувствовала, так как сама была несостоявшейся художницей, которой родители запретили поступить в Школу изобразительных искусств Слейда в Университетском колледже Лондона. Боти получила промежуточный диплом по литографии в 1956 году и национальный диплом по направлению «дизайн витражей» в 1958 году. Одноклассники называли её «Уимблдонской Бардо» из-за сходства с французской кинозвездой Брижит Бардо. Руководитель студенческой группы Чарльз Кэри вдохновил Полин на изучение техник коллажа, после чего её творчество стало более экспериментальным. Интерес к популярной культуре заметен в работах Боти с самого раннего периода. В 1957 году одна из её работ была показана на выставке современных молодых художников, наравне с Бриджет Райли, Робином Денни и Ричардом Смитом. С 1958 по 1961 годы проходила обучение витражному делу в Королевском колледже искусств. Изначально она хотела изучать живопись, но её отговорили от подачи заявки в художественную школу, поскольку проходные баллы для приёма женщин там были намного ниже. Несмотря на институционализированный сексизм в её колледже, Боти была одной из лучших студенток в своей группе, а в 1960 одна из её витражных работ была включена в организованную художественным советом передвижную выставку «Современный витраж». Боти продолжала самостоятельно заниматься изобразительным искусством в студенческом общежитии, и в 1959 году три её работы были выбраны для показа на выставке молодых художников. В те же годы она завела дружбу с поп-арт художниками: Дэвидом Хокни, Дереком Боширом, Питером Филлипсом и Питером Блейком.

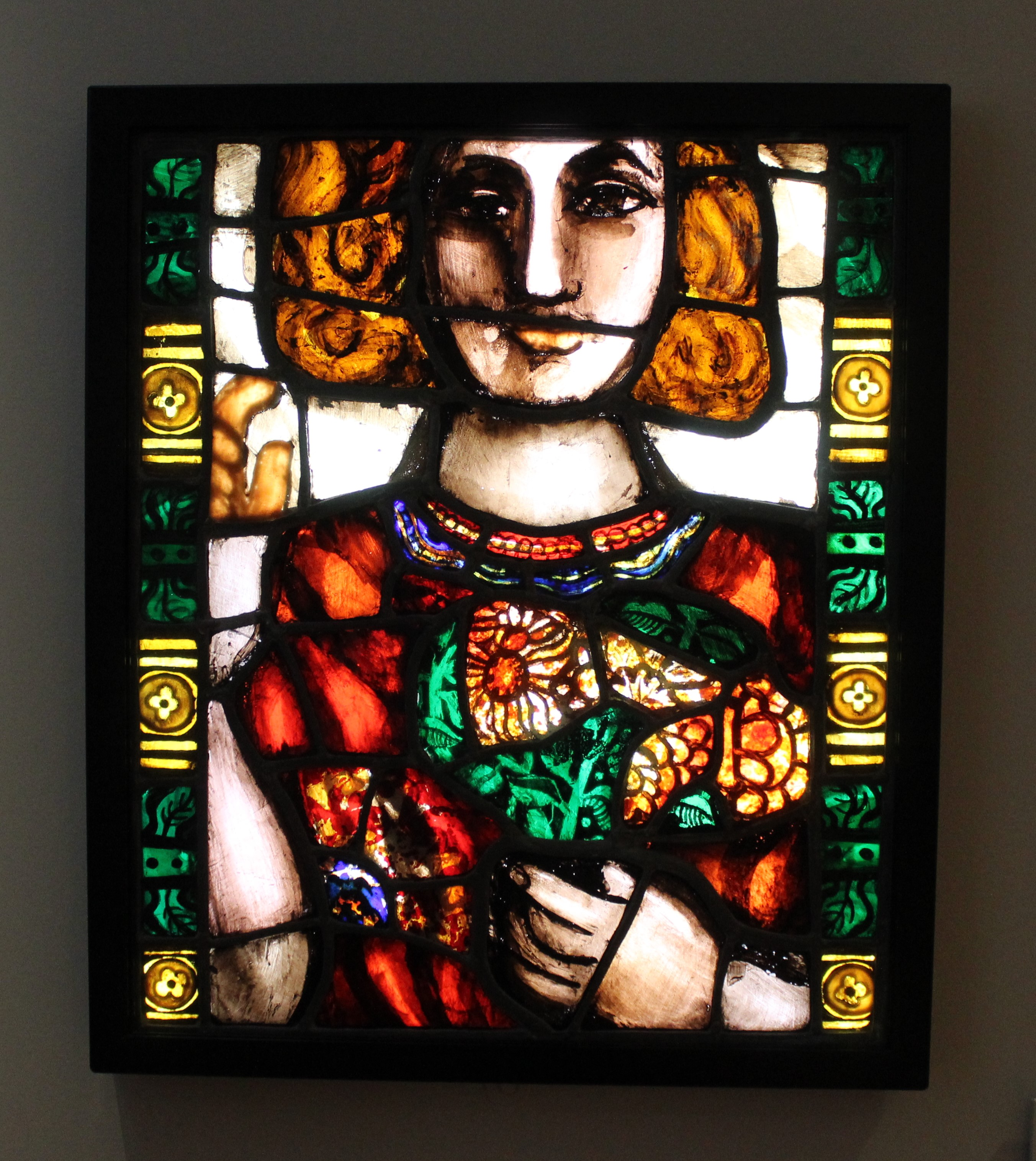
Автопортрет в витраже, около 1958 года.

Во время учёбы в Королевском колледже искусств, Боти участвовала в массе внеклассных мероприятий. Она занималась пением, танцами, писала пикантные обзоры колледжей, а также публиковала свои поэтические произведения в альтернативном студенческом журнале. Помимо этого, она была представительницей кинематографического общества, где у неё развился интерес к европейскому кинематографу новой волны. Боти также была активной участницей «Anti-Ugly Action» (с англ. — «Акция против уродства»), группы студентов колледжа искусств, занимающейся витражами и архитектурой, и выступавшей против новой британской архитектуры, которую они считали оскорбительной и низкокачественной.

### Карьера
Самым продуктивным периодом творчества Боти были первые два года после окончания колледжа. В это время она разработала свой фирменный популярный стиль и искусство иллюстрации. Её первая групповая выставка «Блейк, Боти, Портер, Рив» состоялась в ноябре 1961 года в лондонской галерее A.I.A. и была провозглашена одной из первых британских поп-арт выставок. На ней художница представила двадцать коллажей, в числе которых были «Is it a bird, is it a plane?» (с англ. — «Это птица, это самолёт?») и «A rose is a rose is a rose» (с англ. — «Роза — это роза — это роза»), что показало её интерес к использованию как элитарных, так и неэлитарных элементов популярной культуры в своём творчестве (название первой картины является отсылкой к комиксам о Супермене, а второе — цитата из работы американской поэтессы Гертруды Стайн).
Следующей весной Полин Боти, Питер Блейк, Дерек Бошье и Питер Филлипс были показаны в документальном фильме BBC Monitor Кена Рассела «Pop Goes the Lasel», вышедшем в эфир 22 марта 1962 года. Хотя документальный фильм поместил Боти в центр зарождающегося британского поп-арт движения, в отличие от мужчин-сверстников, на протяжении всего фильма она не получила возможности рассказать прямо и разумно о своей работе.

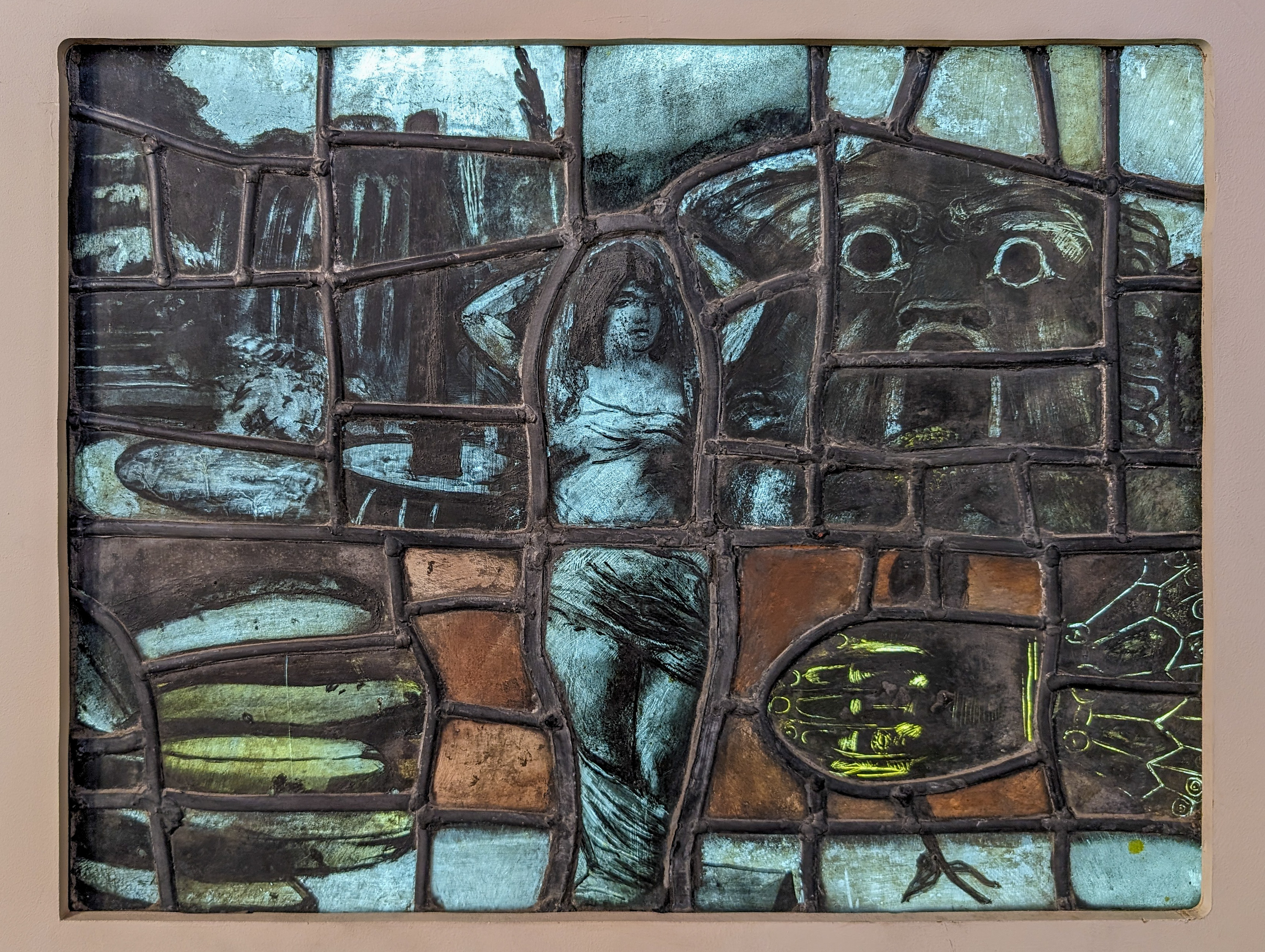
Сирена в витраже около 1958—1962 годов

Появление Боти в Pop Goes the Easel положило начало её короткой актёрской карьере. Она получила роли в Armchair Theatre на ITV («North City Traffic Straight Ahead», 1962), снятым Филипом Сэвиллом и в одном из эпизодов сериала Би-би-си «Мегрэ» («Петерс Латыш», 1963). Также появилась на сцене в комедии Фрэнка Хилтона «День принца» в Ройал-Корт и в фильме Риккардо Араньо (по роману Энтони Поуэлла) «Сумеречные люди» в Артс-театре. Боти была постоянной участницей лондонской клубной сцены, а также выступала танцовщицей в программе «На старт, внимание, марш!». Хотя актёрская деятельность была прибыльной, это отвлекало её от рисования, которое оставалось главным приоритетом. Тем не менее, мужчины в её жизни поощряли её заниматься актёрским мастерством, поскольку в начале 1960-х годов это являлось распространённой женской деятельностью. Массовая пресса концентрировала внимание на её гламурной актёрской персоне, ссылалась на внешность, что оказывало негативное влияние на неё как художницы. В ноябре 1962 года газета Scene опубликовала статью на первой полосе, в которой содержалось следующее замечание: 

«У актрис часто есть крошечные мозги. У художников часто бывают большие бороды. Представьте себе умную актрису, которая одновременно является художницей и блондинкой, и вы получите Полин Боти».Оригинальный текст (англ.)«Actresses often have tiny brains. Painters often have large beards. Imagine a brainy actress who is also a painter and also a blonde, and you have Pauline Boty.»
Уникальная позиция Боти в качестве единственной британской поп-арт-художницы дала ей шанс для устранения сексизма в своей жизни и искусстве. Её ранние картины были чувственными и эротичными, прославляли женскую сексуальность с женской точки зрения. Полотна Боти были украшены яркими красочными фонами и часто включали крупные красные цветы, предположительно символизирующий женщин. Она также изображала своих мужских кумиров: Элвиса, французского актёра Жана-Поля Бельмондо, британского писателя Дерека Марлоу в качестве секс-символов, также как делала с актрисами Моникой Витти и Мэрилин Монро. Подобно Энди Уорхолу она использовала рекламу и печатала фотографии знаменитостей. Портрет своей подруги Селии Бертуэлл «Селия и её герои» (1963) она изобразила в виде текстильного дизайнера, окружённой рисунком Питера Блейка, портретом Дэвида Хокни и изображением Элвиса Пресли Её работы выставлялись ещё на нескольких групповых выставках, а осенью 1963 года была организована первая сольная выставка в Галерее Грабовски. Выставка получила признание критиков. В это же время Боти продолжала брать на себя дополнительные актёрские работы. Она была ведущей радиопрограммы «Public Ear» с 1963 по 1964 годы, а в следующем году сыграла роль «соблазнительной Марии» в телесериале Би-би-си «Контракт на убийство».
В июне 1963 года вышла замуж за литературного агента Клайва Гудвина (1932—1977) после десятидневного романа. Её брак разочаровал некоторых людей, в частности Питера Блейка с замужней любовницей, а также телевизионного директора Филипа Савиля, с которым она познакомилась в конце своих студенческих дней и на которого работала (вероятно, на истории их романтических отношений был основан сценарий Фредерика Рафаэля; фильм «Дорогая»). Квартира Боти и Гудвина на Кромвелл-роуд стала главным пристанищем для многих художников, музыкантов и писателей, включая Боба Дилана (которого Боти привезла в Англию), Дэвида Хокни, Питера Блейка, Майкла Уайта, Кеннета Тайнена, Троя Кеннеди Мартина, Джона Макграта, Дэнниса Поттера и Роджера Макгофа. По слухам, Гудвин, который позже стал членом редакционной команды радикального журнала «Чёрный карлик», подталкивал Боти к включению политического контента в картины.
С течением времени её картины становились всё более критическими. Обратный отсчёт до насилия описывает ряд шокирующих событий современности, в том числе Беспорядки в Бирмингеме 1963 года, убийство Джона Кеннеди и войну во Вьетнаме. Куба Си (1963) ссылается на кубинскую революцию. Картина-коллаж Это мир человека (1964) сопоставляет изображения патриархальных икон The Beatles, Альберта Эйнштейна, Ленина, Мухаммеда Али, Марселя Пруста и прочих мужчин. В «Это — мужской мир II» (1965—1966) она перерисовала обнажённых женщин, взятых из различных работ изобразительного искусства и софткор-порнографии, чтобы символизировать эмансипированный «женский эротизм». Её последняя картина, БУМ, была заказана Кеннетом Тайненом для эротического музыкального ревю О, Калькутта! и была завершена в 1966 году.

### Смерть
В июне 1965 года Боти забеременела. Во время дородового обследования была обнаружена опухоль и у неё был диагностирован рак (тимома, злокачественная опухоль вилочковой железы эпителиального происхождения). Она отказалась от аборта и химиотерапии, которая могла бы повредить плоду. Для того, чтобы облегчить боль своего терминального состояния, она курила медицинскую марихуану. Во время болезни Боти продолжала устраивать приёмы своим друзьям и даже рисовала The Rolling Stones. Её дочь, Боти (более известная как Кэти) Гудвин родилась 12 февраля 1966 года. Полин Боти умерла в Королевском госпитале имени Марсдена 1 июля того же года. Ей было 28 лет. Её муж умер в 1977 году в возрасте 45 лет. Её дочь Боти Гудвин умерла от передозировки героина 12 ноября 1995 года в возрасте 29 лет.

## Наследие
После смерти картины Полин Боти хранились в сарае на ферме её брата, и она была практически забыта на 30 лет. В 1990-х годах на её работы вновь обратили внимание, возобновился массовый интерес к её вкладу в поп-арт, а работы Боти были показаны на нескольких групповых выставках и крупной сольной ретроспективе. Текущее местоположение нескольких её самых популярных картин остаётся неизвестным.

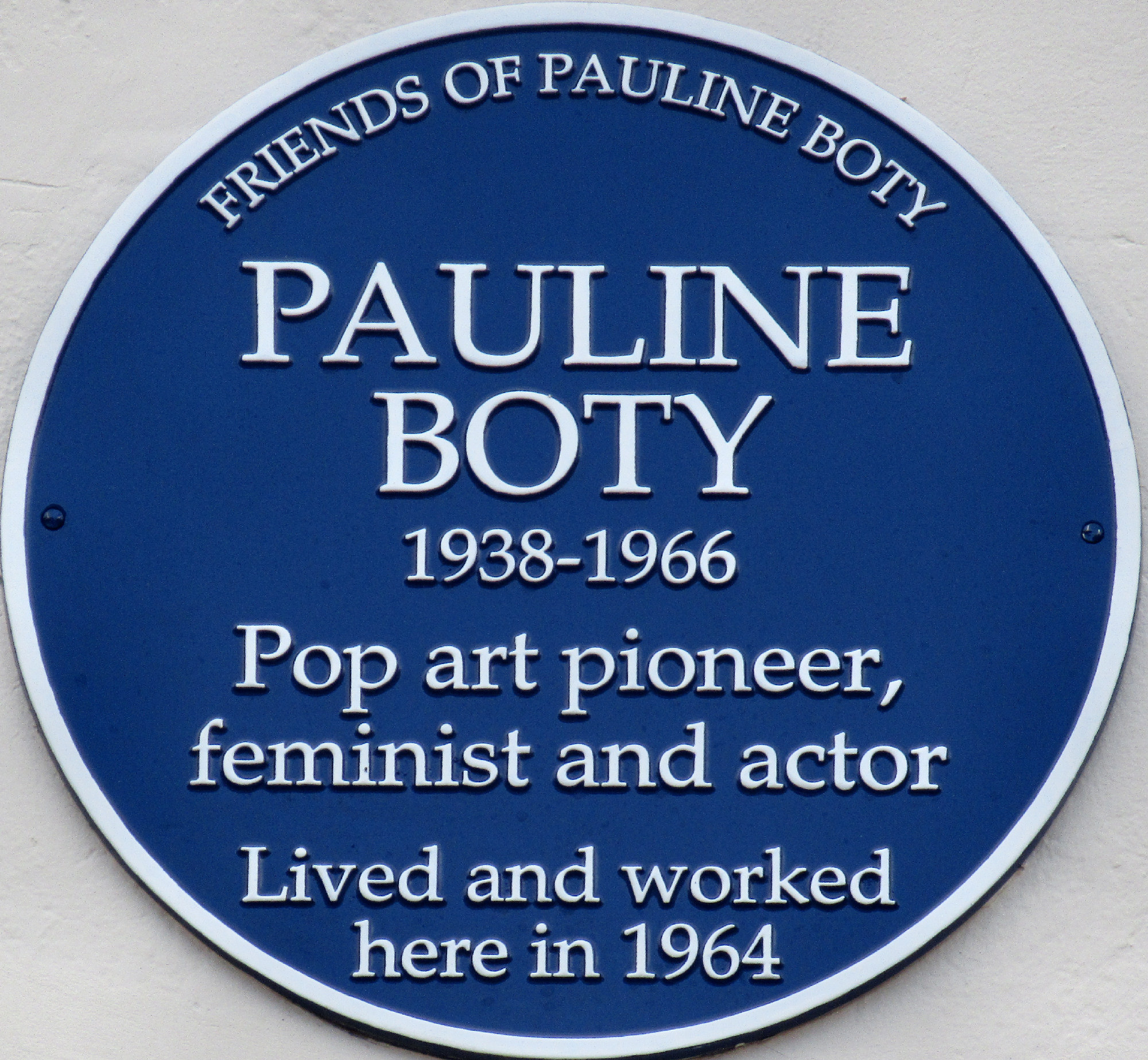
Синяя табличка

В декабре 2013 года, Эдриан Хэмилтон в газете «The Independent on Sunday» написал о Боти следующее,

«Проигнорированная в течение многих десятилетий после её смерти — прошло почти 30 лет, прежде чем её первая картина была показана. Надлежащая ретроспективная выставка ожидала вплоть до этого года. Она была открыта в Вулвергемптоне, а затем и в Галерее Паллант в Чичестере. Глядя на её картины в сегодняшний день: просто невероятно, что всё это заняло так много времени. <…> Это — не большая выставка. Учитывая скудное количество сохранившихся работ, иначе быть не могло. Но именно это заставляет вас жаждать большего: большего количества картин, нарисованных ею, а также тех картин, для которых она не дожила.»
Оригинальный текст (англ.)«Ignored for decades after her death — it was nearly 30 years before her first picture was shown — a proper retrospective has had to wait until this year with a show which originated in Wolverhampton and has now opened in the Pallant Gallery in Chichester. Looking at her pictures today, it is simply incredible that it has taken so long. <…> It’s not a big exhibition. Given the paucity of her surviving work it could not be otherwise. But it is one which leaves you eager for more, more of the pictures she did paint and the ones she didn’t live long enough for.»

Жизнь и творчество Боти стало главной темой романа Али Смита «Осень» 2016 года.
В ноябре 2019 года газета «Нью-Йорк таймс» опубликовала некролог Боти в разделе «Overlooked»: «Полин Боти, бунтарская поп-художница».
1 июля 2023 года на месте бывшего дома и студии Полин Боти в Холланд-парке, на Эддисон-авеню, 7А, была установлена синяя мемориальная доска, которую открыли Натали Гибсон и Селия Биртвелл, а также присутствовал сэр Питер Блейк и другие друзья, семья и поклонники Полин Боти.
Биография Марка Кристала «Полин Боти: Единственная сестра британского поп-арта» (англ. Pauline Boty: British Pop Art's Sole Sister) была опубликована в 2023 году.

## Выставки
- 2023: «Запечатления момента», Современная галерея Тейт, Лондон ( Великобритания)[40]
- 1 декабря 2023 — 24 февраля 2024. Полин Боти: Портрет. Лондон: Художественный дом «Газелли» ( Великобритания)[41]
- 2020 — «She-Bam Pow POP Wizz! Амазонки поп-музыки» Музей современного и новейшего искусства[англ.], Ницца, ( Франция) (показано в 2021 году в Кунстхалле Киля и в 2022 году в Кунстхаусе (Грац) ( Австрия))
- 2013 — открытие ретроспективной выставки её работ в Вулвергемптонской художественной галереей[англ.] ( Великобритания)[29]
- 2014 — Полин Боти и поп-арт", Muzeum Sztuki, Лодзь ( Польша) — совместно с Вулвергемптонской художественной галереей
- 2013—2014 — «Полин Боти: поп-арт художница и женщина», Галерея Паллант-хаус, Чичестер ( Великобритания)[36][42]
- 2013 — «Полин Боти: поп-арт художница и женщина», Вулвергемптонская художественная галерея ( Великобритания)[43]
- 2010 — «Соблазнительная диверсия: женщины поп-арт художницы, 1958—1968», Университет искусств[англ.], Филадельфия ( США) — передвижная выставка
- 2009 — «Нелепые объекты»: Алина Шапочников, Мария Бартушова, Полин Боти, Луиза Буржуа, Ева Гессе, Паулина Оловская, Музей современного искусства в Варшаве ( Польша)
- 2004 — «Искусство и 60-е: это было завтра», Британская галерея Тейт, Лондон ( Великобритания)[44]
- 2002 — «Кинозвёзды: гламур и знаменитости», Тейт Ливерпуль ( Великобритания)
- 1998 — «Полин Боти — единственная блондинка в мире», Галерея Мейора и Уитфордская художественная галерея, Лондон ( Великобритания)
- 1997 — «Поп 60-х: трансатлантический перелёт», Культурный центр Белен, Лиссабон ( Португалия)
- 1996 — «Шестидесятые: Великобритания и Франция 1962—1973», Музей современной истории в Париже ( Франция), а также музей и художественная галерея в Брайтон ( Великобритания)
- 1995 — «Post War to Pop», Уитфордская художественная галерея, Лондон ( Великобритания)
- 1993 — «Полин Боти», Галерея Мейора[англ.], Лондон ( Великобритания)
- 1993 — «Художественная сцена шестидесятых в Лондоне», Барбиканская художественная галерея, Лондон ( Великобритания)
- 1982 — «Поп-арт», галерея в Кошалине ( Польша)
- 1982 — "Между гиперреализмом и поп-артом, краеведческий музей в Радомско ( Польша)
- 1981 — «Соцреализм поп-арта», музей искусств в Лодзе ( Польша)
- 1976—1977 — Передвижные выставки ( Польша)
- 1965—1966 — «Весенняя выставка», мемориальный зал Картрайта, Брадфорд ( Великобритания)
- 1965 — «Современное искусство», Галерея Грабовски[англ.], Лондон ( Великобритания)
- 1963 — «Полин Боти», Галерея Грабовски, Лондон ( Великобритания)
- 1963 — «Поп-арт», Галерея Мидланд-груп, Ноттингем ( Великобритания)
- 1962 — «Новые подходы к рисунку», Галерея Артура Джеффресса, Лондон ( Великобритания)
- 1962 —"Новое искусство", Фестиваль труда в Палата конгресса, Лондон ( Великобритания)
- 1961 — «Блейк, Боти, Портер, Рив», Галерея A.I.A. в Лондоне ( Великобритания)
- 1960—1961 — «Современные витражи», тур художественного совета
- 1957—1959 — «Молодые современники», галереи RBA в Лондоне ( Великобритания)

## Постоянные коллекции
- Смитсоновский музей американского искусства[45]
- Галерея Тейт, Лондон[46][47]
- Национальная портретная галерея (Лондон)[48]
- Галерея Дома Палланта[англ.][49]
- Художественная галерея Вулверхэмптона[англ.]
- Музей витражей, Эли, Кембриджшир[50]

## Фильмография
Фильм
- 1966 — Элфи — одна из подруг Элфи (не упоминается в титрах)

Телевидение
- 1966 — «Таинственный театр Эдгара Уоллеса» (3-й эпизод 6-го сезона: Strangler’s Web) — Нэлл Притти
- 1965 — Би-би-си ТВ, «Лондонцы — Свободный день для Люси» — Пэтси
- 1965 — «Контракт на убийство» (мини-сериал на Би-би-си) — Мария Гален
- 1965 — «День Рагнарёка»
- 1964 — «Бела Барток» Кена Рассела (сериал Би-би-си Monitor) — проститутка
- 1964 — Би-би-си, «Короткое замыкание — Парк» — Полин
- 1964 — «Шпионаж»[англ.] (14-й эпизод: The Frantick Rebel) — Госпожа Флай
- 1963 — «На старт, внимание, марш!» — танцовщица
- 1963 — «Не говори ни слова» (телевизионная игра) — играет саму себя
- 1963 — Би-би-си, «Мегрэ: Петерс Латыш» — Джози
- 1962 — Би-би-си, «Лицо, которое они видят» — Рона
- 1962 — «Диванный театр» на ITV[англ.] (эпизод: North City Traffic Straight Ahead) — Анна
- 1962 — «Поп идёт на мольберт» Кена Рассела (сериал Би-би-си Monitor) — играет саму себя